# Blackburn Baffin
Blackburn B-5 Baffin là một loại máy bay ném bom ngư lôi hai tầng cánh của Anh, đây là một phát triển của loại máy bay Ripon.

## Quốc gia sử dụng
Anh Quốc
- Không quân Hoàng gia - Không quân Hải quân Hoàng gia

 New Zealand
- Không quân Hoàng gia New Zealand

## Biến thể
- T.5J Ripon Mk V
  - Blackburn B-4
  - Blackburn B-5
- Baffin Mk I

## Tính năng kỹ chiến thuật (T.8 Baffin)
Dữ liệu lấy từ The British Bomber since 1914
Đặc điểm tổng quát
- Kíp lái: 2
- Chiều dài: 38 ft 3¾ in (11,68 m)
- Sải cánh: 44 ft 10 in (13,67 m [2])
- Chiều cao: 12 ft 10 in (3,91 m)
- Diện tích cánh: 683 ft² (63 m²)
- Trọng lượng rỗng: 3.184 lb (1.447 kg)
- Trọng lượng có tải: 7.610 lb (3.459 kg)
- Động cơ: 1 × Bristol Pegasus I.M3 kiểu động cơ piston bố trí tròn 9 xy-lanh, 565 hp (421 kW)

 Hiệu suất bay 
- Vận tốc cực đại: 118 kn (136 mph, 219 km/h) trên độ cao 6.500 ft (1.980 ft)
- Tầm bay: 426 nmi (490 mi, 789 km)
- Thời gian bay: 4½ h[3]
- Trần bay: 15.000 ft (4.570 m)
- Vận tốc lên cao: 600 ft/phút[3] (3 m/s) trên độ cao 5.000 ft (1.500 m)

Trang bị vũ khí

- Súng: 

  - 1 × súng máy Vickers 0.303 in (7,7 mm)
  - 1 × súng máy Lewis.303 in (7,7 mm)
- Bom: 1 × ngư lôi 1.800 lb (816 kg) 18 in (457 mm) hoặc 1.600 lb (726 kg) bom.